# Zweipunktregler
Ein Zweipunktregler ist ein unstetig arbeitender Regler mit zwei Ausgangszuständen „Logisch 1“ oder „Logisch 0“ bzw. „Ein“ oder „Aus“. Der Regler besteht aus einem Komparator (Vergleicher) und einer Subtraktionsstelle für die Führungsgröße (Sollwert) und der Regelgröße (Ausgang der Regelstrecke). Die Ausgangsgröße des Reglers ist die Stellgröße, meist eine an die Regelstrecke angepasste Leistungsstufe, die auf die Schnittstelle der Regelstrecke wirkt.

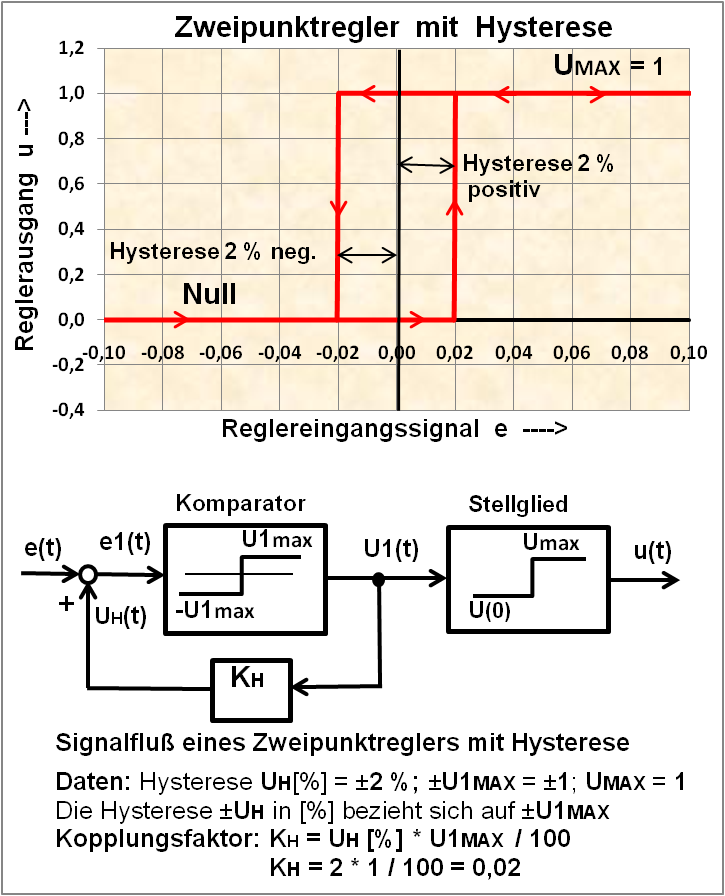
Zweipunktregler mit Hysterese

Wird der Regler mit der Regelstrecke zu einem Regelkreis eingebunden, bedeutet eine positive Regelabweichung (Sollwert - Istwert), dass die Stellgröße den Wert Null hat. Bei einer negativen Regelabweichung hat die Stellgröße den Wert Eins bzw. Maximum.  
Typisch für einen Regelkreis mit einem Zweipunktregler ist nach Erreichen der gewünschten Regelgröße das ständige Pendeln um den Sollwert. Je nach Verhalten der Regelstrecke ist die Regelgröße immer mit einer kleinen Regelabweichung als ein Wechsel-Anteil überlagert. Der Regler kommt nie zur Ruhe. 
Zweipunktregler kommen in der Regel aus Kostengründen und der einfachen Realisierung eines Regelkreises zum Einsatz. Eine hohe Anzahl von Schaltvorgängen ist aus Gründen des Verschleißes (Wärmezyklen im Innern von Halbleitern) und elektromagnetischen Störungen unerwünscht. Der Zweipunktregler ist ein schneller Regler, aber niemals besser als ein konventioneller, stetiger PID-Regler. Seine Stärke ist die Einfachheit.
Das Verhalten des Zweipunktreglers kann durch folgende Maßnahmen optimiert werden:
- Der Zweipunktregler erhält ein Hysterese-Verhalten, was die Schaltfrequenz verringert, die Überlagerung der Regelgröße aber vergrößert.
- Der Zweipunktregler bekommt bei Regelstrecken höherer Ordnung eine Vorhaltfunktion (Differenzial-Anteil), welche die Schwingfrequenz wieder erhöht und die Überlagerung der Regelgröße reduziert.

Ein bekanntes Beispiel für einen Zweipunktregler ist die Regelung der Temperatur eines Heißwasserspenders, der das Heizelement abschaltet, wenn das Wasser seinen Sollwert überschreitet und es wieder anschaltet, wenn das Wasser um einige Grad abgekühlt ist. 
Ein Heizkörperthermostat hingegen ist ein stetiger Regler, der das Ventil des Heizkörpers angenähert proportional der eingestellten Führungsgröße teilweise öffnet oder schließt.  
Ein Zweipunkt-Regler kann entweder mechanisch (z. B. mit Bimetall) oder elektronisch aufgebaut sein. Entsprechend beruht eine erforderliche Hysterese entweder auf einem mechanischen oder einem elektronischen Effekt.
{\displaystyle \to } Ausführliche Beschreibung des Zweipunktreglers siehe Artikel Regler.